# 岡田有策
岡田 有策（おかだ ゆうさく、1964年 - ）は、日本の工学者、慶應義塾大学教授、工学博士。専門分野は、ヒューマンファクターズ, ヒューマンエラー・マネジメント, ヒューマン・マシン・インタフェース, 人間工学、安全工学, 認知科学, 社会システム工学。

## 人物紹介
兵庫県立西宮北高等学校卒業(1982)。慶應義塾大学理工学部管理工学科卒業(1986)。同大学院修士課程理工学研究科管理工学専攻修了(1988)。同大学院後期博士課程理工学研究科管理工学専攻修了、工学博士(1992)。慶應義塾大学理工学部管理工学科教授。内閣府上席科学技術政策フェロー(2015~2019)。
岡田研究室の卒業生には、俳優の窪塚俊介がいる。